# Сосновка (Николаевский район)
Сосновка — деревня в Николаевском районе Ульяновской области. Входит в состав Дубровского сельского поселения.

## История
Сосновка (Самодуровка) основана между 1723 и 1745 годами переселенцами из деревни Губашевой.
В 1859 году деревня Самодуровка входила во 2-й стан Хвалынского уезда Саратовской губернии.
С 16 июля 1928 года в составе Николаевского района Сызранского округа Средне-Волжской области, с 1930 года в составе Средневолжского края, с 1936 года — в Куйбышевской области, 31 мая 1939 года вошла в Пензенскую область.
19 января 1943 года  Самодуровка вместе с районом вошли в состав вновь образуемой Ульяновской области.
В 1950 году началось укрупнение колхозов, и, в 1953 году, колхозы сёл Мордовский Канадей, Никитино, Сосновка (Самодуровка), Кочетовка влились в один — «Память Сталина», в 1964 году  переименован в колхоз им. XXII съезда КПСС.
В 1960 году указом Президиума Верховного Совета РСФСР село Самодуровка переименовано в Сосновка.

## Население
| 2010 |
| ---- |
| 86   |

## Достопримечательности
- Родник «Агиля» («Агиль лисьма»)[4].